# John Gearon
John Gearon, né en 1885 à Chicago dans l’Illinois et mort en 1970, est un écrivain américain, auteur de roman policier connu également sous son pseudonyme John Flagg.

## Biographie
Il fait des études à Englewood dans le New Jersey. Il voyage ensuite en Europe et au Moyen-Orient. Avec Louis Bromfield, il coécrit la pièce de théâtre De Luxe dont l'action se déroule à Paris. Monté sans succès à Broadway en mars 1935, ce drame ne tient l'affiche que le temps de quinze représentations.
Il publie son premier roman Le Puits de velours (The Velvet Well) en 1946. Pour Claude Mesplède qui le classe dans « la veine des thrillers antifascistes », ce roman « reste un chef-d’œuvre du genre qui combine de façon magistrale action, espionnage, poursuite, mystère, angoisse. La dénonciation du fascisme est claire, sans équivoque ». Il est adapté par Jacques Deray en 1978 sous le titre Un papillon sur l'épaule.
À partir de 1950, il signe ses romans du pseudonyme John Flagg, dont une série ayant pour héros Hart Muldoon, anarchiste, ancien membre de l'Office of Strategic Services pendant la Seconde Guerre mondiale.

## Œuvre

### Roman signé John Gearon
- The Velvet Well, 1946
  - Le Puits de velours, Série blême no 2, 1949, réédition Série noire no 1633, 1973 (traduction de Jacques Papy)

### Romans signés John Flagg
- The Persian Cat, 1950
- Death and the Naked, 1951
  - La Mort et la Dame nue, Un mystère 1re série no 80, 1952
- The Lady and the Cheetah, 1951

### SérieHart Muldoonsignée John Flagg
- Woman of Cairo, 1953
  - L'Inconnue du Caire, Un mystère 1re série no 147, 1953
- Dear, Deadly Beloved, 1954
  - De mort et d'eau fraîche, Un mystère 1re série no 200, 1955
- Murder in Monaco, 1957
  - Coup de grâce à Monaco, Un mystère 1re série no 339, 1957
- Death’s Lovely Mask, 1958
- The Paradise Gun1961
  - Un coin de paradis, Série noire no 772, 963 (signé John Gearon)

## Filmographie
- 1949 : The Serpent Ring, épisode de la série télévisée Suspense réalisé par Robert Stevens
- 1978 : Un papillon sur l'épaule, adaptation de The Velvet Well réalisée par Jacques Deray

## Sources
- Claude Mesplède (dir.), Dictionnaire des littératures policières, vol. 1 : A - I, Nantes, Joseph K, coll. « Temps noir », 2007, 1054 p. (ISBN 978-2-910-68644-4, OCLC 315873251), p. 826.
- Claude Mesplède, Les années "Série noire" : bibliographie critique d'une collection policière, vol. 2 : 1959-1966, Amiens, Editions Encrage, coll. « Travaux » (no 17), 1993 (ISBN 978-2-906-38943-4).
- Claude Mesplède, Les années "Série noire" bibliographie critique d'une collection policière, t. 4 : 1972-1982, Amiens, Encrage, coll. « Travaux » (no 25), 1995 (ISBN 978-2-906-38963-2).
- Claude Mesplède et Jean-Jacques Schleret, SN, voyage au bout de la Noire : inventaire de 732 auteurs et de leurs œuvres publiés en séries Noire et Blème : suivi d'une filmographie complète, Paris, Futuropolis, 1982, 476 p. (OCLC 11972030).